# Heteropseudinca arrowi
Heteropseudinca arrowi är en skalbaggsart som beskrevs av Valck Lucassen 1933. Heteropseudinca arrowi ingår i släktet Heteropseudinca och familjen Cetoniidae. Inga underarter finns listade i Catalogue of Life.